# Flucht aus Sobibor
Der Film Flucht aus Sobibor (Originaltitel: Escape from Sobibor, Alternativtitel: Sobibor und Jail - Gefangene des Krieges) wurde unter der Regie von Jack Gold nach dem Buch Escape von Sobibor von Richard Rashke und einem Drehbuch von Thomas Blatt, Reginald Rose und Stanisław Szmajzner 1987 in Großbritannien als englischsprachiger Fernsehfilm produziert. Thomas Blatt und Stanisław Szmajzner waren Lagerinsassen im Vernichtungslager Sobibór, die flüchten konnten.
Der Film behandelt das Leben der so genannten Arbeitshäftlinge im Vernichtungslager und dort vor allem den historischen Aufstand von Sobibór, in dem jüdische Gefangene aus einem Vernichtungslager der SS erfolgreich fliehen konnten.
Der Film wurde in einer Sonntagnacht im April 1987 in den Vereinigten Staaten von CBS im Fernsehen erstmals gesendet. 31,6 Millionen sahen die dreistündige Erstausstrahlung und später weitere Millionen von Menschen in anderen Ländern, außer in Deutschland, wo er erst ab dem Jahre 1989 als Video im Handel erhältlich war. Am 6. Juni 2012 erschien in Deutschland eine ungekürzte Neuauflage des Filmes auf DVD.

## Handlung
Der englischsprachige Film beginnt mit der Flucht von drei Häftlingen aus dem Vernichtungslager Sobibór unter dem Zaun hindurch und über ein Minenfeld. Später werden diese drei den anderen Häftlingen tot gezeigt. Anschließend rollen Züge ins Vernichtungslager ein und auf der Transportrampe werden die deportierten Juden mit Musik und Lautsprecheranlagen von der SS zum Schein freundlich empfangen. Dort werden sogenannte „Arbeitsjuden“ selektiert. Die anderen werden in die Gaskammern geschickt, wobei den Betroffenen bis zuletzt vorgespielt wird, dass sie sich in einem Arbeitslager befinden würden und gute Behandlung zu erwarten hätten. Luka (Joanna Pacuła) wird an der Rampe vor dem Gang in die Gaskammern selektiert, weil sie angibt, eine Schneiderin zu sein, ebenso Stanisław Szmajzner (Simon Gregor), weil er Karl Frenzel (Kurt Raab) seinen Koffer mit Werkzeugen zeigt und damit beweist, dass er Goldschmied ist. Er rettet damit unwissentlich auch seinen Bruder, den er als Assistent benötigt, denn erst einige Tage später erkennen die Brüder, dass der Rest ihrer Familie, wie die meisten anderen Leute aus den Zügen, gleich am ersten Tag in der Gaskammer ermordet und dann im Krematorium verbrannt wurde. Einer Frau gelingt es, sich als Schneiderin mit ihrem Baby vor dem Vergasen zu retten und es eine Zeit lang in der Schneidereibaracke zu verstecken. Dieses wird dann jedoch vom SS-Mann Gustav Wagner entdeckt. Er erschießt zuerst die Frau und dann das Kind.
Die Männer um Leon Feldhendler (Alan Arkin) planen seit längerem eine Flucht, stehen aber vor einer schier unlösbaren Aufgabe. Als 13 Männer anlässlich einer günstigen Gelegenheit bei Holzarbeiten außerhalb des Lagers flüchten, aber dann gefasst werden, müssen sie 13 weitere nicht beteiligte Lagerinsassen auswählen, die mit ihnen zur Abschreckung erschossen werden. Daraus zieht Feldhendler die Schlussfolgerung, dass nur das gesamte Lager mit 600 Personen fliehen kann, andernfalls würde an den Zurückbleibenden grausame Vergeltung geübt werden. Eine Idee, wie das durchzuführen sein könnte, hat aber zunächst niemand. Dies ändert sich, als der sowjetische Leutnant Alexander Petscherski (Rutger Hauer) mit weiteren 80 sowjetischen Kriegsgefangenen ins Lager kommt. Die Soldaten haben nach wie vor eine gute Moral und sind durch die Kriegserfahrungen körperlich wie mental in der Lage, Widerstand zu leisten. Zudem ist Petscherski ein guter Organisator, der erkennt, dass er Feldhendler vertrauen kann und muss. Die SS lässt an einem Abend Paare tanzen und Menschen, die alles verloren haben, kommen einander näher. Bei diesem Tanz verliebt sich Luka in Petscherski. In den darauf folgenden Tagen wird die Flucht geplant. Petscherskis Idee ist einfach: Es befinden sich zwar über 150 bewaffnete ukrainische Wächter im Lager, deren Führung läge aber ausschließlich bei den wenigen SS-Wachen. Diese wären dementsprechend koordiniert auszuschalten. Dazu sollten zwei Dinge ausgenutzt werden: Deren Pünktlichkeit und Gier. Alexander offenbart Luka, dass er Frau und Kind hat und diese liebt. Dennoch schenkt Luka ihm als Zeichen ihrer Liebe ein Hemd, das sie genäht hat und das ihn beschützen soll. Es kommt der Tag der Flucht, die jüdischen Häftlinge setzen die Pläne in die Tat um, liquidieren unter Petscherskis Führung einige SS-Männer und erbeuten dabei auch einige Schusswaffen. Lange Zeit läuft mit einigem Glück alles nach Plan, doch dann wird ein toter SS-Mann entdeckt, gerade, als die Insassen auf dem Appellplatz antreten müssen. Feldhendler und Petscherski ergreifen die Initiative und rufen aus, dass die meisten SS-Männer tot seien. Es sei jetzt an jedem, selbst aus dem Lager zu fliehen. Feldhendler fügt noch hinzu, dass diejenigen, die überleben würden, der Welt von dem, was sich im Lager abgespielt hat, berichten sollten. Dann setzt eine wilde Flucht ein. Zwar sind die ukrainischen Wächter und die überlebenden SS-Männer Erich Bauer (Klaus Grünberg) und Frenzel von dem Widerstand überrascht, gar geschockt, aber sie eröffnen erbarmungslos das Feuer auf die Fliehenden, die meist mit nicht mehr bewaffnet sind als Äxten oder Messern. Das Maschinengewehrfeuer der Trawniki-Männer von den Wachtürmen tötet zahlreiche Lagerinsassen, bis diese selbst erschossen werden. Mit aller Entschlossenheit und dem Beschuss zum Trotz reißen die Leute mit einigen Werkzeugen, Leitern und z. T. mit den bloßen Händen die Zäune nieder und rennen aus dem Lager. Dabei fallen viele dem Minenfeld zum Opfer, was die Überlebenden jedoch nicht davon abhält weiterzulaufen. Ca. 150 Häftlinge erreichen den schützenden Waldrand, darunter Feldhendler, Petscherski, Szmajzner und auch Luka. Auf der Flucht verliert sich Lukas Spur. Der Film thematisiert im Rückblick, an welche Orte sich die Geretteten in aller Welt zerstreuten, ihr Leben lebten und vereinzelt in Kriegsverbrecherprozessen aussagten.

## Hintergrund
Gegenstand des Films ist der Aufstand von Sobibór am 14. Oktober 1943 im von Deutschland besetzen Polen im Vernichtungslager Sobibór. Davor hatte es einen einzigen Aufstand gegeben – in Treblinka, einem anderen Vernichtungslager der SS.
Vor der Flucht aus dem Lager Sobibór töteten polnische und sowjetische KZ-Häftlinge in einer nahezu aussichtslosen Lage zwölf Männer der SS-Wache und zwei so genannte Trawniki-Männer der Wachmannschaft. Geplant wurde der Ausbruch der jüdischen Häftlinge unter Federführung des sowjetischen Leutnants Alexander Petscherski und des Juden Leon Feldhendler. Es flohen etwa 600 Häftlinge aus dem Lager, von denen etwa 200 Häftlinge bis an den naheliegenden Waldrand fliehen konnten. Diejenigen, die den Wald erreichten, wurden später von 400 bis 500 SS-Männern und ukrainischen Wachmannschaften verfolgt, die dabei etwa 100 Flüchtlinge töteten. Das Vernichtungslager wurde nicht weiter genutzt und abgebaut; ein unverdächtig aussehender Bauernhof und ein aufgeforsteter Jungwald auf dem ehemaligen Gelände des Vernichtungslagers blieben zurück, um die Verbrechen zu vertuschen.
Von den geflüchteten Häftlingen lebten am Kriegsende noch 47 Personen, darunter 8 Frauen.

## Filmrezeption
Der Film basiert auf dem Buch von Richard Rashke Escape from Sobibor, der 18 Interviews durchführte und schriftlich festhielt. Gestützt wird der Film durch wissenschaftlich belegtes Material, das Jules Schelvis in seinem Buch „Vernichtungslager Sobibór“ veröffentlichte. Teilweise ist die Handlung des Films dramaturgisiert. Estera Raab beispielsweise bezeugt, dass Karl Frenzel ein Baby mit dem Kopf an einem Güterwaggon erschlug. Im Film werden das Baby und die Mutter erschossen. Es ist ein Film über eine Massenflucht von Juden aus einem Vernichtungslager, ein Beleg dafür, dass Juden bereit waren zum bewaffneten Widerstand.
Der Film wird auch als der beste Film bezeichnet, der je über eine Flucht aus einem Lager gedreht wurde. Carl Schulkin hält das Buch und den Film für wichtige Werke, die jeder, der über die Geschichte des Holocaust lehrt, gesehen und gelesen haben sollte.

## Auszeichnungen
Rutger Hauer erhielt für seine Darstellung einen Golden Globe Award als Best Actor in a Supporting Role (Television). Außerdem erhielt eine längere Version den TV-Preis der Writers Guild of America, USA, 1988.